# Bloodflowers
Ne doit pas être confondu avec Bloodflowerz.
Albums de The Cure
Galore
(1997) Greatest Hits
(2001)
Bloodflowers est le onzième album studio du groupe britannique de rock anglais The Cure sorti le 15 février 2000 par Fiction Records et Polydor Records.
Le chanteur Robert Smith a choisi de ne sortir aucun single, contre la volonté de la maison de disques. Cependant deux chansons, Out of This World et Maybe Someday ont été diffusés en tant que singles promotionnels à la radio au Royaume-Uni, aux États-Unis, au Canada et dans de nombreux territoires en Europe ,. Si Bloodflowers renoue avec les albums sombres du groupe, considéré par Robert Smith comme le 3e d'une nouvelle trilogie (comprenant Pornography et Disintegration), il a reçu des critiques mitigées. "Watching Me Fall" figurait au générique de fin du film d'horreur American Psycho de 2000.

## Liste des titres
Tous les titres sont signés Bamonte, Cooper, Gallup, O'Donnell, Smith.
| No  | Titre                                                                                                  | Durée |
| --- | --- | ----- |
| 1.  | Out of This World                                                                                      | 6:43  |
| 2.  | Watching Me Fall                                                                                       | 11:13 |
| 3.  | Where the Birds Always Sing                                                                            | 5:44  |
| 4.  | Maybe Someday                                                                                          | 5:04  |
| 5.  | Coming Up (disponible uniquement sur la version vinyle et les l'éditions CD japonaise et australienne) | 6:26  |
| 6.  | The Last Day of Summer                                                                                 | 5:36  |
| 7.  | There Is No If…                                                                                        | 3:43  |
| 8.  | The Loudest Sound                                                                                      | 5:09  |
| 9.  | 39 | 7:19  |
| 10. | Bloodflowers                                                                                           | 7:31  |

## Composition du groupe
- Robert Smith : chant, guitares, claviers, basse 6 cordes
- Simon Gallup : basse
- Perry Bamonte : guitares, basse 6 cordes
- Roger O'Donnell : claviers
- Jason Cooper : batterie, percussions

## Bloodflowerssur scène
Selon Robert Smith, Bloodflowers est le dernier volet d'une trilogie commencée avec Pornography en 1982 et poursuivie avec Disintegration en 1989,.
Ainsi, ces trois albums sont joués dans leur intégralité en live au cours de deux concerts au Tempodrom de Berlin en novembre 2002 qui ont fait l'objet d'un enregistrement audio-vidéo intégral que l'on retrouve sur le double DVD intitulé Trilogy.

« Les albums Pornography, Disintegration et Bloodflowers sont inexorablement liés pour bien des raisons, et la réalisation du programme Trilogy fait la lumière sur mon expérience de The Cure. »

— Robert Smith (2002)

## Classements hebdomadaires
| Classement (2000)                  | Meilleure place |
| ---------------------------------- | --------------- |
| Allemagne (Media Control AG)       | 5               |
| Australie (ARIA)                   | 11              |
| Autriche (Ö3 Austria Top 40)       | 22              |
| Belgique (Flandre Ultratop)        | 11              |
| Belgique (Wallonie Ultratop)       | 9               |
| Canada (RPM Top Albums)            | 13              |
| Écosse (OCC)                       | 52              |
| États-Unis (Billboard 200)         | 16              |
| Finlande (Suomen virallinen lista) | 15              |
| France (SNEP)                      | 3               |
| Italie (FIMI)                      | 8               |
| Norvège (VG-lista)                 | 5               |
| Nouvelle-Zélande (RIANZ)           | 41              |
| Pays-Bas (Mega Album Top 100)      | 50              |
| Royaume-Uni (UK Albums Chart)      | 14              |
| Suède (Sverigetopplistan)          | 5               |
| Suisse (Schweizer Hitparade)       | 3               |

| Classement (2020)                   | Meilleure place |
| ----------------------------------- | --------------- |
| Écosse (OCC)                        | 31              |
| États-Unis (Billboard 200)          | 172             |
| États-Unis (Top Alternative Albums) | 20              |
| États-Unis (Top Rock Albums)        | 31              |
| États-Unis (Vinyl Albums)           | 5               |
| Portugal (AFP)                      | 42              |
| Royaume-Uni (UK Albums Chart)       | 76              |

## Certifications
| Pays          | Certification | Date | Unités certifiées |
| ------------- | ------------- | ---- | ----------------- |
| Suisse (IFPI) | Or            | 2000 | 25 000            |